# Народные университеты Москвы
Народные университеты Москвы — общедоступные просветительные учреждения, способствующие повышению культуры и профессионального мастерства, независимо от образовательного уровня и возраста, Часто включаются в систему образования взрослых. В России первые курсы предшествующие народным университетам были созданы в 1880—1890 годах XIX века, в СССР народные университеты считались социальным институтом развитого социализма.

## История

### Общемировая история
Первый народный университет — Высшая народная школа была основана в 1844 году Н. Грундтвигом в Дании. С 1870 по 1890 годы учебные заведения по типу народных университетов начали возникать в Германии, Финляндии и страны Скандинавии. В таких учебных заведениях учебные программы были неформальные, обучение проводилось в виде чтения лекций в сочетании с практическими занятиями, по окончании заведения выпускники формальных прав не получали.
В 1870 году в Англии при Кембриджском университете был создан Открытый университет имевши совершенно другой тип народного университета, в таких университетах проводили занятия и читали лекции  профессора университета. В 1890 году в Америке под эгидой  Американского общества распространения университетского образования были открыты народные университеты в Балтиморе и Чикаго. В 1898 году народные университеты начали создаваться во Франции и в Австро-Венгрии.

### Российская история
В Российской империи в 1880—1890 годах XIX века начали создаваться всевозможные культурно-просветительские и учебные курсы и воскресные школы для взрослых. В 1897 году под эгидой Московского отделения Русского технического общества и при участии профессоров К. К. Мазинга, М. В. Духовского, С. А. Левицкого, Н. А. Гольцевой был создан первый народный университет в городе Москве получивший название — Пречистенские рабочие курсыпреподавателями на этих курсах были такие известные педагоги как профессора Императорского Московского университета — А. Н. Реформатский, И. М. Сеченов,  С. Г. Крапивин, M. H. Шатерников, Н. В. Чехов и М. А. Чехова. В структуре курсов было создано два отделения: специальное (для окончивших школу) и общее (для малограмотных и неграмотных). С 1908 года Пречистенские курсы начали делиться на три школы: низшая, средняя и высшая. 
В начале XX века в крупных городах и на всей территории Российской империи    начали возникать общественные организации носившие просветительский характер получившие названия народные университеты. В 1908 году состоялся Первый Всероссийский съезд деятелей обществ народных университетов, собравший свыше пятисот участников. В этом же году на средства А. Л. Шанявского в Москве был создан Московский городской народный университет, в структуре университета было создано два отделения: научно-популярное и академическое, со сроком четыре и три года соответственно. Как и во всех народных университетах, окончившие МГНУ никаких формальных прав не получали. В числе преподавательского состава МГНУ были такие известные педагоги как: А. Е. Ферсман, педагоги П. П. Блонский, А. У. Зеленко, В. И. Вернадский, Н. Д. Зелинский, И. А. Каблуков, А. П. Павлов,  С. Т. Шацкий, В. Н. Шацкой, К. А. Тимирязев.
С началом Первой мировой войны многие народные университеты были закрыты. В 1917 году после Октябрьской революции после утверждения советской власти народные университеты были переформированы в рабоче-крестьянские университеты. В 1930-х годах для повышения уровня общего образования, расширения политических, общетехнических и сельскохозяйственных знаний, при средне-специальных и высших учебных заведениях начали создаваться рабочие и крестьянские университеты, а так же филиалы этих университетов на предприятиях и организациях. В структуру рабочих университетов входили два отделения: общественно-экономическое и техническое. В 1928 году было проведено Всесоюзное совещание народных университетов в Москве. 
В 1950 году народные университеты были воссозданы в качестве одной из форм пропаганды научно-технических знаний, массовой культурно-просветительной работы и военно-патриотического воспитания. Народные университеты создавались под эгидой общества «Знание», министерств и ведомств, образовательных и производственных учреждений. Народные университеты были разделены на три вида: просветительные, общественных профессий и повышения профессиональной квалификации. В СССР насчитывалось почти шестьдесят тысяч народных университетов, структура их состояла из советов и преподавательского состава которые возглавляли ректор или декан в зависимости от формы образовательного учреждения. С 1968 по 1991 год на базе общества «Знание» существовал центральный совет народных университетов. 
На 1980 год система народных университетов города Москвы охватывала более  тридцати отраслей научных знаний, основной базой для трёхсот народных университетов Москвы были научно-исследовательские учреждения, проектно-конструкторские организации и высшие учебные заведения. В системе народных университетов Москвы их отделения и факультеты специализировались на трёх  направлениях: подготовка кадров общественных профессий, профессиональной квалификации специалистов и повышение образованности и общей культуры слушателей. Руководством и управлением народными университетами Москвы осуществляло Московский городской общественный совет.
В конце 1980-го и начале 1990-х годов систему народных университетов начали заменять курсы для взрослых при многочисленных организациях, а так же средних и высших профессиональных учебных заведениях. С 1990 года стали создаваться общественные группы для взрослых по изучению истории вероучений при конфессиональных общинах и религии. 